# Anita Bitri
Anita Bitri-Prapaniku, född den 8 januari 1968 i Saranda i Albanien, död den 19 oktober 2004 i Staten Island i USA, var en albansk sångerska och violinist. Anita inledde sin karriär vid 16 års ålder och hon blev väldigt populär med sin låt "Dashuria e parë" (Första kärleken). 

## Karriär
1987 deltog hon i Festivali i Këngës 26:e upplaga med låten "E vogla mes shoqësh", med vilken hon inte lyckades vinna tävlingen, men hon slutade dock på en delad tredjeplats. 1990 deltog hon i Festivali i Këngës igen, där hon även lyckades vinna Festivali i Këngës 29 med låten "Askush s'do t'a besojë" ("Dashuria e parë"). Året efter segern deltog hon med låten "Fat dhe jetë". 1993 deltog hon i samma tävling med låten "Dashuri, ke emrin tim". Två år därpå hette hennes bidrag "Besoj në dashuri". 
1996 flyttade hon till USA. I USA var hon aktiv på den albanska musikscenen i New York. Hon arbetade även med att spela in två album, ett på albanska och ett på engelska.
I oktober 2004 fann man henne död i sitt hem på Staten Island tillsammans med sin 7-åriga dotter och 60-åriga mamma. De hade oavsiktligt blivit förgiftade av kolmonoxid efter att några ventiler i källaren fyllts med plastpåsar för att hålla betong borta från ett byggarbete. Vid sin död hade hon precis släppt ett nytt album, Çdo gjë është e mundur.

## Diskografi

### Album
- 1999 – Malli
- 2004 – Çdo gjë është e mundur